# Peter, Sue & Marc
Peter, Sue & Marc egy svájci együttes neve, melynek tagjai: Peter Reber, Sue Schell és Marcel Dietrich. Stílusukat tekintve dalaikban vegyesen fordulnak elő pop, rock, folk, sanzon és countryzenei elemek.

## Történetük
A trió 1968-ban állt össze. Négyszer vettek részt az Eurovíziós Dalfesztiválon Svájcot képviselve. Ők a dalfesztivál egyetlen résztvevői, akik négy alkalommal négy különböző nyelven énekeltek.
1971-ben vettek részt először, a francia nyelvű Les illusions de nos vingt ans című számmal 12. helyezést értek el.
Az áttörés 1976-ban jött el a Djambo Djambo című dallal, mellyel negyedikek lettek. Ekkor kihasználva, hogy 1973 és 1977 között rövid időre eltörölték a nyelvhasználatot korlátozó szabályt, angolul énekeltek. 
1978-ban nem tudtak nyerni a svájci válogatón a Charlie Chaplin című dallal, de egy évvel később a Pfuri, Gorps & Kniri trióval közösen kijutottak a dalfesztiválra, ahol a német nyelvű Trödler und Co című dalukkal 10. helyet értek el. 1981-ben neveztek utoljára, az Io senza te című, olasz nyelven előadott dalukat negyedik helyezéssel jutalmazta a zsűri.
A csapat még ez év szilveszterén feloszlott, a rajongók nagy sajnálatára, azóta háromszor álltak össze, egy-egy fellépés erejéig.

## Lemezeik
- Weihnachten - Noël - Natale - Christmas (1975)
- Peter, Sue & Marc (1976)
- Songs International (1976)
- Mountain Man & Cindy (1977)
- Deutsche Originalaufnahmen (1977)
- Unsere Lieblings-Songs aus dem Fernsehkleintheater (1978)
- Tom Dooley (1978)
- By Airmail (1979)
- Birds Of Paradise / Ciao Amico (1980)
- The Best Of Peter, Sue & Marc (1981)
- Das grosse Abschiedskonzert - Live (1981)
- Hits International (2005, eddig kiadatlan felvételek)

## Külső hivatkozások
- Rajongói oldal
- Peter Reber honlapja